# Chiridota discolor
Chiridota discolor är en sjögurkeart som beskrevs av Johann Friedrich von Eschscholtz 1829. Chiridota discolor ingår i släktet Chiridota och familjen Chiridotidae. Inga underarter finns listade i Catalogue of Life.